# Metaxytherium floridanum
Espèce
Metaxytherium floridanum est une espèce fossile de mammifères marins de la famille des Dugongidae (ordre des siréniens, mammifères aquatiques ancêtres du Lamantin et du Dugong).

## Systématique
L'espèce Metaxytherium floridanum a été décrite en 1922 par le paléontologue américain Oliver Perry Hay (1846-1930),.
En 2014, Manja Voss (d) confirme l'appartenance au genre Metaxytherium de ce taxon qui a été classé entre 1932 et 1952 dans le genre Felsinotherium.
Metaxytherium floridanum a pour synonymes :
- Felsinotherium floridanum (Hay, 1922)
- Felsinotherium ossivallense Simpson, 1932
- Metaxytherium ossivalense (Simpson, 1932)
- Metaxytherium ossivallense (Simpson, 1932)

### Étymologie
Son épithète spécifique, floridanum, fait référence à la Floride aux États-Unis où ont été découverts les premiers vestiges fossiles à l'ouest de Mulberry. 

### Publication originale
- (en) Oliver P. Hay, « Description of a new fossil sea cow from Florida, Metaxytherium floridanum », Proceedings of the United States National Museum, Washington, Inconnu, vol. 61, no 2438,‎ 1922, p. 1-4 (ISSN 0096-3801 et 2377-6560, OCLC 1259735, DOI 10.5479/SI.00963801.61-2438.1, lire en ligne).